# Tergu
Tergu (sasarski: Zèlgu) je grad i općina (comune) u pokrajini Sassariju u regiji Sardiniji, Italija. Nalazi se na nadmorskoj visini od 284 metra i ima 595 stanovnika.
 Prostire se na 36,88 km². Gustoća naseljenosti je 16 st/km².
Susjedne općine su: Castelsardo, Nulvi, Osilo, Sedini, Sennori i Sorso.